# Велој (Болцано)
Велој је насеље у Италији у округу Болцано, региону Трентино-Јужни Тирол.
Према процени из 2011. у насељу је живело 69 становника. Насеље се налази на надморској висини од 941 м.